# 厄爾加茲

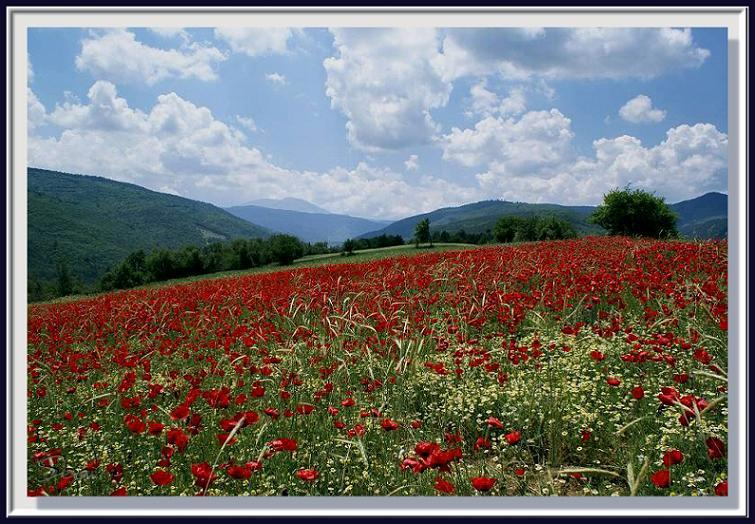

厄爾加茲（土耳其語：Ilgaz）是土耳其的城鎮，由昌克勒省負責管轄，位於該國北部，面積784平方公里，海拔高度920米，主要經濟活動有農業和畜牧業，2010年人口7,383。

## 外部連結
- District governor's official website （页面存档备份，存于） （土耳其文）
- Ilgaz （英文）

40°55′N 33°37′E / 40.917°N 33.617°E